# Margaretha von Österreich-Toskana

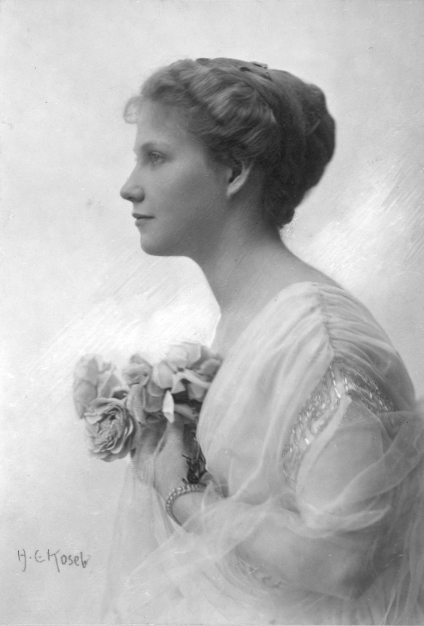
Erzherzogin Margaretha von Österreich (1913)

Margaretha von Österreich-Toskana, vollständiger Name Margaretha Rainiera Maria Antonia Blanka Leopoldina Beatrix Anna Josephina Raphaela Michaela Stanislawa Ignatia Alice Cäcilia (* 8. Mai 1894 in Lemberg; † 21. Jänner 1986 in Rom) entstammte dem toskanischen Zweig des Hauses Habsburg. Sie war durch Geburt Erzherzogin von Österreich und Prinzessin von Toskana. Nach dem Ende der Monarchie lebte sie ab 1919 in Spanien, dann ab 1936 größtenteils in Italien.

## Leben

### Kindheit und Jugend

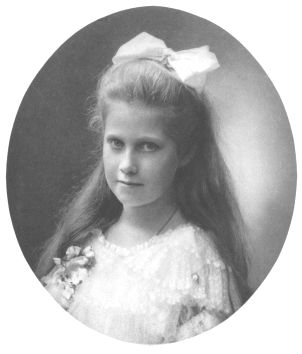
Margaretha von Österreich-Toskana als junges Mädchen

Die 1894 im damals zur österreichisch-ungarischen Monarchie gehörigen Lemberg (heute Lwiw in der Westukraine) geborene Erzherzogin Margaretha war die dritte Tochter des Erzherzogs Leopold Salvator (1863–1931) aus dem Haus Habsburg-Lothringen (Linie Habsburg-Lothringen-Toskana) und seiner Gemahlin Blanka von Bourbon-Kastilien (1868–1949). Ihren Namen erhielt sie nach ihrer Großmutter mütterlicherseits Margarita von Bourbon-Parma (1847–1893); im Familienkreis wurde sie Meg gerufen. Sie wuchs in der Endphase der habsburgischen Monarchie mit ihren Geschwistern auf verschiedenen Gütern ihrer Eltern auf. Wenn sich die Familie in Wien aufhielt, lebte sie vornehmlich im Palais Toskana und im Schloss Wilhelminenberg. Daneben urlaubte sie in Italien auf einem Landgut von Margarethas Mutter nahe Viareggio.
Ihre Erziehung erhielt Erzherzogin Margaretha zusammen mit ihren beiden wenig älteren Schwestern Maria de los Dolores (1891–1974) und Maria Immaculata (1892–1971). Ebenso wie diese war Margaretha künstlerisch veranlagt und erlernte neben ihrer Muttersprache Deutsch als Fremdsprachen Französisch, Spanisch, Ungarisch und Italienisch. Im Ersten Weltkrieg war sie in der Krankenpflege tätig und arbeitete ebenso wie ihre Schwester Maria Immaculata für das Österreichische Rote Kreuz.

### Leben im Exil

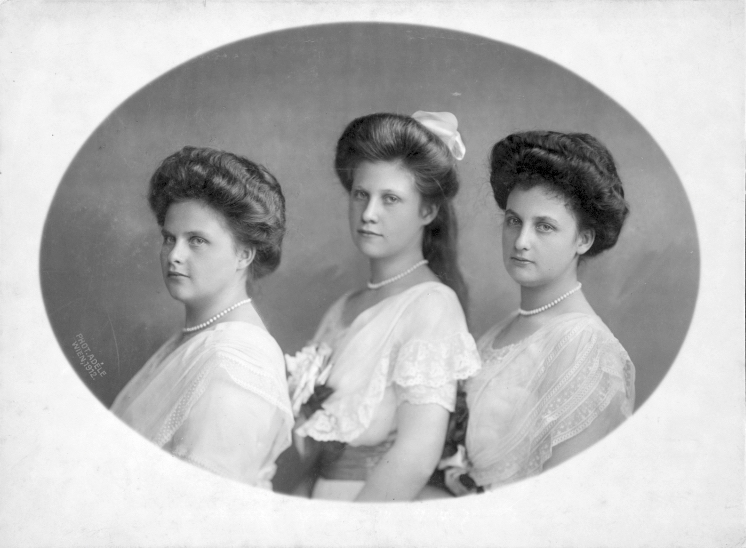
Margaretha (Mitte) mit ihren Schwestern Maria de los Dolores und Maria Immaculata (1912)

Nach dem Ende des Ersten Weltkriegs und dem Sturz der habsburgischen Monarchie übersiedelten Margaretha und der Großteil ihrer Familie, deren Vermögen eingezogen wurde, Anfang 1919 nach Spanien. Sie lebten bescheiden in Barcelona, doch mussten Margaretha, ihre Mutter und ihre unverheirateten Geschwister Spanien beim Ausbruch des Spanischen Bürgerkriegs 1936 verlassen. Im Folgejahr heiratete die bereits 43-jährige Margaretha am 27. November 1937 den sechs Jahre älteren italienischen Diplomaten Francesco Maria Taliani, Marchese de Marchio (1887–1968) im niederösterreichischen Schloss Sonnberg, das ihrem Bruder Erzherzog Anton gehörte.
1938 wurde Taliani zum italienischen Botschafter in China ernannt und siedelte mit seiner Gattin Margaretha nach Nanjing um. Japan hielt aber damals Teile Chinas einschließlich Nanjing besetzt, und als Italien während des Zweiten Weltkriegs im September 1943 seine bisherige Rolle als Verbündeter Deutschlands und Japans aufgab und vor den Alliierten kapitulierte, wurden Margaretha und ihr Ehemann auf Anordnung der Japaner bis zum Sommer 1945 in einem Konzentrationslager in China interniert. Anfang 1946 kehrte das Diplomatenehepaar nach Italien zurück und kaufte sich ein Haus in Venedig. Im Februar 1951 zog das Paar nach Spanien, wo Taliani als italienischer Botschafter bei der Regierung Francos diente. 1952 wurde er in den Ruhestand versetzt und ließ sich mit seiner Gemahlin in Rom nieder. Im März 1968 wurde Margaretha Witwe und lebte nun abwechselnd in Rom und auf dem Landgut La Tenuata reale nahe Viareggio, das sie sich mit ihren Schwestern Maria de los Dolores und Maria Immaculata teilte. Die Erzherzogin, die auch als Malerin aktiv gewesen war, starb 1986 kinderlos und hochbetagt im Alter von 91 Jahren und vermachte ihr Landgut der Gemeinde Viareggio, der es als öffentliches Kulturzentrum dienen sollte. Beigesetzt wurde die Verstorbene in Ascoli Piceno. Ihr Neffe Dominik (* 1937) erbte ihr Vermögen.